# Bagisara
Bagisara is een geslacht van vlinders van de familie Uilen (Noctuidae), uit de onderfamilie Bagisarinae.

## Soorten
- B. albicosta Schaus, 1911
- B. anotla Dyar, 1914
- B. avangareza Schaus, 1911
- B. buxea Grote, 1881
- B. demura Dyar, 1913
- B. lulua Schaus, 1921
- B. obscura Hampson, 1910
- B. oula Dyar, 1913
- B. pacifica Schaus, 1911
- B. patula Druce, 1898
- B. paulensis Schaus, 1898
- B. rectifascia Grote, 1874
- B. repanda Fabricius, 1793
- B. xan Dyar, 1913